# Aszófő, Veszprém
Aszófő  este un sat în districtul Balatonfüred, județul Veszprém, Ungaria, având o populație de 415 locuitori (2011). 

## Demografie
Componența etnică a satului Aszófő
     Maghiari (94,72%)
     Germani (4,02%)
     Necunoscut (1,26%)
     Alții (1,26%)
Componența confesională a satului Aszófő
     Romano-catolici (55,42%)
     Fără religie (9,88%)
     Reformați (7,47%)
     Luterani (3,37%)
     Atei (1,93%)
     Necunoscută (21,93%)
Conform recensământului din 2011, satul Aszófő avea 415 locuitori. Din punct de vedere etnic, majoritatea locuitorilor (94,72%) erau maghiari, cu o minoritate de germani (4,02%). Apartenența etnică nu este cunoscută în cazul a 1,26% din locuitori.  Din punct de vedere confesional, majoritatea locuitorilor (55,42%) erau romano-catolici, existând și minorități de persoane fără religie (9,88%), reformați (7,47%), luterani (3,37%) și atei (1,93%). Pentru 21,93% din locuitori nu este cunoscută apartenența confesională.